# Mathilde van Anjou
Isabella of Alice van Anjou (ca. 1111 - Fontevraud-l'Abbaye, 1154), later Mathilde van Anjou, was de echtgenote van William Adelin en later abdis van de Abdij van Fontevraud.

## Biografie
Mathilde van Anjou werd geboren als het oudste kind van graaf Fulco V van Anjou en Ermengarde van Maine. In februari 1113 sloot haar vader vrede met Hendrik I van Engeland en om dit huwelijk te bezegelen werd ze uitgehuwelijkt aan diens zoon William Adelin. Het echtpaar huwde pas in 1119 en bij het huwelijk nam ze de naam Mathilde aan, maar het huwelijk duurde niet al te lang. Op 25 november 1120 kwam William Adelin om het leven bij het tragedie van de White Ship. Na diens dood bleef ze op het Engelse hof van Hendrik I. Na enige tijd keerde ze terug naar Anjou en op aanraden van de bisschop van Chartres trad ze in het klooster. In 1128 legde ze haar geloften af in de Abdij van Fontevraud. Ze werd in 1150 abdis van het klooster en overleed aldaar vier jaar later.

## Voorouders
| Voorouders van Mathilde van Anjou (1111-1154) | Voorouders van Mathilde van Anjou (1111-1154)                           | Voorouders van Mathilde van Anjou (1111-1154)                           | Voorouders van Mathilde van Anjou (1111-1154)                      | Voorouders van Mathilde van Anjou (1111-1154)                      | Voorouders van Mathilde van Anjou (1111-1154)                    | Voorouders van Mathilde van Anjou (1111-1154)                    | Voorouders van Mathilde van Anjou (1111-1154)                    | Voorouders van Mathilde van Anjou (1111-1154)                    |
| --------------------------------------------- | ----------------------------------------------------------------------- | ----------------------------------------------------------------------- | ------------------------------------------------------------------ | ------------------------------------------------------------------ | ---------------------------------------------------------------- | ---------------------------------------------------------------- | ---------------------------------------------------------------- | ---------------------------------------------------------------- |
| Overgrootouders                               | Godfried II van Gâtinais (1028-1044) ∞ Ermengarde van Anjou (1018-1076) | Godfried II van Gâtinais (1028-1044) ∞ Ermengarde van Anjou (1018-1076) | Simon I van Montfort (1025-1087) ∞ Agnes van Évreux (-)            | Simon I van Montfort (1025-1087) ∞ Agnes van Évreux (-)            | Jan van Beaugency (1136-1189) ∞ Paula van Maine (-)              | Jan van Beaugency (1136-1189) ∞ Paula van Maine (-)              | Gervais II van Château-du-Loir (1030-1095) ∞ ? (-)               | Gervais II van Château-du-Loir (1030-1095) ∞ ? (-)               |
| Grootouders                                   | Fulco IV van Anjou (1043-1109) ∞ Bertrada van Montfort (1070-1117)      | Fulco IV van Anjou (1043-1109) ∞ Bertrada van Montfort (1070-1117)      | Fulco IV van Anjou (1043-1109) ∞ Bertrada van Montfort (1070-1117) | Fulco IV van Anjou (1043-1109) ∞ Bertrada van Montfort (1070-1117) | Eli I van Maine (1060-1110) ∞ Mathilde van Loir (1055-1099)      | Eli I van Maine (1060-1110) ∞ Mathilde van Loir (1055-1099)      | Eli I van Maine (1060-1110) ∞ Mathilde van Loir (1055-1099)      | Eli I van Maine (1060-1110) ∞ Mathilde van Loir (1055-1099)      |
| Ouders                                        | Fulco V van Anjou (1091-1143) ∞ Ermengarde van Maine (1096-1126)        | Fulco V van Anjou (1091-1143) ∞ Ermengarde van Maine (1096-1126)        | Fulco V van Anjou (1091-1143) ∞ Ermengarde van Maine (1096-1126)   | Fulco V van Anjou (1091-1143) ∞ Ermengarde van Maine (1096-1126)   | Fulco V van Anjou (1091-1143) ∞ Ermengarde van Maine (1096-1126) | Fulco V van Anjou (1091-1143) ∞ Ermengarde van Maine (1096-1126) | Fulco V van Anjou (1091-1143) ∞ Ermengarde van Maine (1096-1126) | Fulco V van Anjou (1091-1143) ∞ Ermengarde van Maine (1096-1126) |